# Cecilia di Normandia

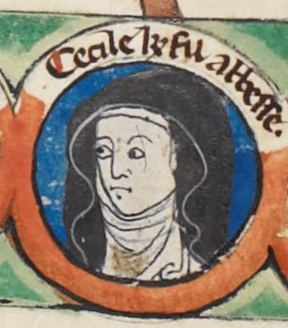

Cecilia, in francese Cécile de Normandie (Normandia, tra il 1056 e il 1057 – Caen, 13 luglio 1126), fu una principessa del regno d'Inghilterra e badessa dell'Abbazia delle donne a Caen.

## Origine
Sia secondo il monaco e cronista normanno Guglielmo di Jumièges, autore della sua Historiæ Normannorum Scriptores Antiqui, che secondo il cronista e monaco benedettino dell'abbazia di Malmesbury, nel Wiltshire (Wessex), Guglielmo di Malmesbury e il monaco e cronista inglese, Orderico Vitale, ed ancora il cronista e monaco benedettino inglese, Matteo di Parigi, era figlia del duca di Normandia e re d'Inghilterra, Guglielmo il Conquistatore, e di Matilde delle Fiandre (1032 - 1083), che, secondo la Genealogica Comitum Flandriæ Bertiniana, era figlia di Baldovino V, conte delle Fiandre, e della sorella del re di Francia, Enrico I, Adele di Francia, che secondo la Genealogiæ Scriptoris Fusniacensis era figlia del re di Francia, Roberto II, detto il Pio.
Guglielmo il Conquistatore, sempre secondo Guglielmo di Jumièges, era l'unico figlio del sesto signore della Normandia, il quarto ad ottenere formalmente il titolo di Duca di Normandia, Roberto I e di Herleva di Falaise detta anche Arletta (1010 circa –1050 circa), di umili origini, che, secondo Guglielmo di Jumièges, era la figlia di Fulberto o Herberto, un cameriere del duca (Herleva Fulberti cubicularii ducis filia) e della moglie Duda o Duwa, come ci conferma la Chronica Albrici Monachi Trium Fontium.
Suoi fratelli furono i re d'Inghilterra, Guglielmo il Rosso e Enrico Beauclerc e il duca di Normandia, Roberto il Corto o il Cortacoscia.

## Biografia
Di Cecilia si hanno poche notizie.
Non è molto chiaro l'ordine di nascita di Cecilia poiché, mentre per Orderico Vitale era la figlia terzogenita oppure la quinta o ultimogenita, per Guglielmo di Jumièges era la figlia primogenita, per Matteo di Parigi era la femmina primogenita ed infine anche per Guglielmo di Malmesbury, era la figlia femmina primogenita.
Tutti i cronisti dell'epoca confermano che si fece suora:
- Guglielmo di Jumièges, nel capitolo XXXIV del libro VIII delle Historiæ Normannorum Scriptores Antiqui, ci conferma che Cecilia si consacrò a Dio nel monastero della Santa Trinità, nella città di Caen e che ne divenne badessa, dopo Matilde che era stata la prima badessa e fu badessa per diversi anni[9];
- Matteo di Parigi, ricorda che fu badessa a Caen[10];
- Guglielmo di Malmesbury, ricorda che Cecilia fu badessa a Caen e che, nel 1125, durante la stesura della sua opera Chronicle of the Kings of England: From the Earliest Period to the Reign, of king William's children era ancora in vita[12];
- infine anche Orderico Vitale, ricorda che Cecilia prese i voti nel monastero della Santa Trinità, nella città di Caen e ne divenne badessa[13].

Il professore Alan V. Murray, medievalista all'università di Leeds, nel suo The Crusader Kingdom of Jerusalem: a dynastic history 1099-1125 sostiene che Cecilia ebbe come precettore, Arnolfo di Rœux, che partecipò alla prima crociata, al seguito di Oddone di Bayeux e che divenne il primo Patriarca latino di Gerusalemme.
Secondo l'Ex Chronico S. Stephani Cadomensis, Cecilia, badessa a Caen, figlia di re Guglielmo morì nel 1126 (MCXXVI Obiit Cecilia Cadonensis Abbatissa, Willelmi Regis filia). Inoltre in un passo Orderico Vitale ricorda che Cecilia morì il 13 luglio (III Id. Jul.).
Cecilia fu tumulata nella chiesa della Santa Trinità, nella città di Caen.

## Figli
Cecilia non generò alcun figlio.

## Ascendenza
|                           |                        |                       | Genitori                    |  |  | Nonni |  |  | Bisnonni                 |  |  | Trisnonni               |  |
|                           |                        |                       |                             |  |  |       |  |  | Riccardo II di Normandia |  |  | Riccardo I di Normandia |  |
|                           |                        |                       |                             |  |  |       |  |  | Riccardo II di Normandia |  |  | Riccardo I di Normandia |  |
|                           |                        | Gunnora di Normandia  |                             |  |  |       |  |  | Riccardo II di Normandia |  |  |                         |  |
| Roberto I di Normandia    |                        |                       |                             |  |  |       |  |  | Riccardo II di Normandia |  |  |                         |  |
|                           |                        | Giuditta di Bretagna  | Conan I di Bretagna         |  |  |       |  |  |                          |  |  |                         |  |
|                           |                        | Giuditta di Bretagna  | Conan I di Bretagna         |  |  |       |  |  |                          |  |  |                         |  |
|                           |                        | Giuditta di Bretagna  | Ermengarde-Gerberga d'Angiò |  |  |       |  |  |                          |  |  |                         |  |
| Guglielmo I d'Inghilterra |                        | Giuditta di Bretagna  |                             |  |  |       |  |  |                          |  |  |                         |  |
|                           |                        | Fulbert di Falaise    | …                           |  |  |       |  |  |                          |  |  |                         |  |
|                           |                        | Fulbert di Falaise    | …                           |  |  |       |  |  |                          |  |  |                         |  |
|                           |                        | Fulbert di Falaise    | …                           |  |  |       |  |  |                          |  |  |                         |  |
| Herleva                   |                        | Fulbert di Falaise    |                             |  |  |       |  |  |                          |  |  |                         |  |
|                           |                        | Duda                  | …                           |  |  |       |  |  |                          |  |  |                         |  |
|                           |                        | Duda                  | …                           |  |  |       |  |  |                          |  |  |                         |  |
|                           |                        | Duda                  | …                           |  |  |       |  |  |                          |  |  |                         |  |
| Cecilia di Normandia      |                        | Duda                  |                             |  |  |       |  |  |                          |  |  |                         |  |
|                           | Baldovino V di Fiandra | Arnolfo II di Fiandra |                             |  |  |       |  |  |                          |  |  |                         |  |
|                           | Baldovino V di Fiandra | Arnolfo II di Fiandra |                             |  |  |       |  |  |                          |  |  |                         |  |
|                           | Baldovino V di Fiandra | Rozala d'Ivrea        |                             |  |  |       |  |  |                          |  |  |                         |  |
| Baldovino V di Fiandra    | Baldovino V di Fiandra |                       |                             |  |  |       |  |  |                          |  |  |                         |  |
|                           |                        | Ogiva di Lussemburgo  | Federico di Lussemburgo     |  |  |       |  |  |                          |  |  |                         |  |
|                           |                        | Ogiva di Lussemburgo  | Federico di Lussemburgo     |  |  |       |  |  |                          |  |  |                         |  |
|                           |                        | Ogiva di Lussemburgo  | Ermentrude (?)              |  |  |       |  |  |                          |  |  |                         |  |
| Matilde delle Fiandre     |                        | Ogiva di Lussemburgo  |                             |  |  |       |  |  |                          |  |  |                         |  |
|                           |                        | Roberto II di Francia | Ugo Capeto                  |  |  |       |  |  |                          |  |  |                         |  |
|                           |                        | Roberto II di Francia | Ugo Capeto                  |  |  |       |  |  |                          |  |  |                         |  |
|                           |                        | Roberto II di Francia | Adelaide d'Aquitania        |  |  |       |  |  |                          |  |  |                         |  |
| Adele di Francia          |                        | Roberto II di Francia |                             |  |  |       |  |  |                          |  |  |                         |  |
|                           |                        | Costanza d'Arles      | Guglielmo I di Provenza     |  |  |       |  |  |                          |  |  |                         |  |
|                           |                        | Costanza d'Arles      | Guglielmo I di Provenza     |  |  |       |  |  |                          |  |  |                         |  |
|                           |                        | Costanza d'Arles      | Adelaide d'Angiò            |  |  |       |  |  |                          |  |  |                         |  |
|                           |                        | Costanza d'Arles      |                             |  |  |       |  |  |                          |  |  |                         |  |

### Fonti primarie
- (LA)  Matthæi Parisiensis, monachi Sancti Albani, Chronica majora, vol I.
- (LA)  Matthæi Parisiensis, monachi Sancti Albani, Chronica majora, vol II.
- (LA)  Recueil des historiens des Gaules et de la France. Tome 12.
- (LA)  Monumenta Germaniae Historica, Scriptores, tomus IX.
- (LA)  Monumenta Germaniae Historica, Scriptores, tomus XIII.
- (LA)  Monumenta Germanica Historica, tomus XXIII.
- (LA)  Ordericus Vitalis, Historia Ecclesiastica, vol. II.
- (LA)  Ordericus Vitalis, Historia Ecclesiastica, vol. unicum.
- (LA)  ORDERICI VITALIS, ECCLESIASTICtE historije, LIBRI TREDECIM., TOMUS III.
- (EN)  Chronicle of the Kings of England: From the Earliest Period to the Reign, of king William's children.
- (LA)  Historiæ Normannorum Scriptores Antiqui.

### Letteratura storiografica
- William John Corbett, "L'evoluzione del ducato di Normandia e la conquista normanna dell'Inghilterra", cap. I, vol. VI (Declino dell'impero e del papato e sviluppo degli stati nazionali) della Storia del Mondo Medievale, 1999, pp. 5–55.
- William John Corbett, "Inghilterra, 1087-1154", cap. II, vol. VI (Declino dell'impero e del papato e sviluppo degli stati nazionali) della Storia del Mondo Medievale, 1999, pp. 56–98.